# 湿地学报
《湿地学报》（Wetlands）為濕地科學家學會出版的國際性濕地科學期刊(ISSN: 0277-5212)，每年六期，由Springer出版社出版。《濕地學報》目標在於推動大眾了解濕地功能及價值，追求跨領域且更嚴謹的濕地知識及提供管理、保育及政策；其遠景目標在提供大眾了解濕地科學的真諦，領導濕地科學教育及促進濕地科學家學會成員的多樣性，強化政府濕地政策，提供濕地科學空間。

## 参阅
- 濕地科學家學會(SWS)